# Bibliothèque Martin Luther King Jr. Memorial
La Bibliothèque Martin Luther King Jr. Memorial (Martin Luther King Jr. Memorial Library) est un établissement du District of Columbia Public Library. Ludwig Mies van der Rohe a conçu les 400 000 pieds carrés (37,000 m2) de l'édifice en acier, brique et verre qui constitue un rare exemple d'architecture moderne à Washington.
Nommée en l'honneur du chef de file américain des droits civiques, le hall du bâtiment comprend une grande fresque de Martin Luther King, Jr. par l'artiste Don Miller.
Avant 1972, la bibliothèque centrale de Washington était la bibliothèque Carnegie située à Mount Vernon Square (en), laquelle fut utilisée par l'Université du District de Columbia. Depuis son inauguration, il revient à la Bibliothèque Martin Luther King Jr. de pourvoir à la fonction de bibliothèque centrale auprès du grand public.
Le bâtiment fut achevé en 1972 à un coût de 18 millions $. L'entretien fut par la suite quelque peu négligé et l'édifice connu des problèmes en ce qui a trait au chauffage, à la ventilation et à la climatisation.
Le 28 juin 2007, le bâtiment a été désigné monument historique par le Conseil historique de sauvegarde du patrimoine du District de Columbia Cette désignation, qui s'applique autant à l'extérieur qu'aux espaces intérieurs, cherche à préserver la conception originale de Mies van der Rohe tout en permettant à la bibliothèque d'être pourvue de la flexibilité nécessaire pour fonctionner comme un centre bibliothécaire contemporain. Elle a été inscrite au Registre national des lieux historiques en 2007.